# Supertaça Moçambique
Der Mosambikanische Super Cup (offiziell: Supertaça de Moçambique) ist ein seit 1992 jährlich in Mosambik ausgetragener Fußballwettbewerb. In diesem Supercup trifft der Meister der mosambikanischen Fußballmeisterschaft auf den Sieger des mosambikanischen Fußballpokals. Sollte eine Mannschaft das Double gewinnen, tritt der Vizemeister im Finale an.

## Siegerliste der Supertaça Moçambique
| Jahr        | Sieger                                         | Ergebnis        | Finalist                                       |
| ----------- | ---------------------------------------------- | --------------- | ---------------------------------------------- |
| ?-?-1982    | Grupo Desportivo da Companhia Têxtil do Punguè | 1-0             | Desportivo Maputo                              |
| 1983/1984   | nicht gespielt                                 | nicht gespielt  | nicht gespielt                                 |
| ?-?-1985    | CD Maxaquene                                   | -               |                                                |
| 1986/1991   | nicht gespielt                                 | nicht gespielt  | nicht gespielt                                 |
| ?-?-1992    | Clube de Gaza                                  | 1-0             | Clube de Desportos da Costa do Sol             |
| 16.02.1992  | Clube de Desportos da Costa do Sol             | 0-1             | Clube de Gaza                                  |
| 1993        | nicht gespielt                                 | nicht gespielt  | nicht gespielt                                 |
| 13.03.1994  | Ferroviário Beira                              | 0-3             | Clube de Desportos da Costa do Sol             |
| ?-?-1994    | Clube de Desportos da Costa do Sol             | -               | Ferroviário Beira                              |
| 1995/1996   | nicht gespielt                                 | nicht gespielt  | nicht gespielt                                 |
| ?-?-1997    | Ferroviário Maputo                             | 2-0             | CD Maxaquene                                   |
| 1998/1999   | nicht gespielt                                 | nicht gespielt  | nicht gespielt                                 |
| ?-?-2000    | Clube de Desportos da Costa do Sol             | 1-0             | Ferroviário Maputo                             |
| 17.09.2001  | Clube de Desportos da Costa do Sol             | 2-1             | Matchedje Maputo                               |
| 01.10.2001  | Matchedje Maputo                               | 0-3             | Clube de Desportos da Costa do Sol             |
| 20.01.2002  | CD Maxaquene                                   | 0-0             | Clube de Desportos da Costa do Sol             |
| 27.01.2002  | Clube de Desportos da Costa do Sol             | 1-0             | CD Maxaquene                                   |
| 23.02.2003  | Clube de Desportos da Costa do Sol             | 1-0             | Ferroviário Maputo                             |
| 02.-03.2003 | Ferroviário Maputo                             | 1-0             | Clube de Desportos da Costa do Sol             |
| 14.03.2004  | Ferroviário Nampula                            | 1-4             | CD Maxaquene                                   |
| 28.03.2004  | CD Maxaquene                                   | 1-1             | Ferroviário Nampula                            |
| 06.02.2005  | Ferroviário Maputo                             | 2-0             | Ferroviário Nampula                            |
| 20.02.2005  | Ferroviário Nampula                            | 1-2             | Ferroviário Maputo                             |
| 05.02.2006  | Ferroviário Beira                              | 0-0             | Ferroviário Maputo                             |
| 12.02.2006  | Ferroviário Maputo                             | 3-0             | Ferroviário Beira                              |
| 21.01.2007  | Grupo Desportivo da Companhia Têxtil do Punguè | 1-2             | Desportivo Maputo                              |
| 31.01.2007  | Desportivo Maputo                              | 2-0             | Grupo Desportivo da Companhia Têxtil do Punguè |
| 10.02.2008  | Clube de Desportos da Costa do Sol             | 1-0             | Ferroviário Nampula                            |
| 09.07.2008  | Ferroviário Nampula                            | 1-0             | Clube de Desportos da Costa do Sol             |
| 08.02.2009  | Ferroviário Maputo                             | 3-1             | Atlético Muçulmano                             |
| 07.02.2010  | Ferroviário Maputo                             | 5-1             | Clube de Desportos da Costa do Sol             |
| 06.02.2011  | CD Maxaquene                                   | 1-0             | Liga Desportiva de Maputo                      |
| 11.02.2012  | Ferroviário Maputo                             | 1-1 (4-3 n. E.) | Liga Desportiva de Maputo                      |
| 10.02.2013  | Liga Desportiva de Maputo                      | 2-1             | CD Maxaquene                                   |
| 01.02.2014  | Liga Desportiva de Maputo                      | 1-1 (5-4 n. E.) | Ferroviário Beira                              |
| 08.02.2015  | Liga Desportiva de Maputo                      | 1-0             | Ferroviário Beira                              |
| 06.02.2016  | Ferroviário Maputo                             | 1-0             | Liga Desportiva de Maputo                      |
| 05.02.2017  | Ferroviário Beira                              | 2-1             | UD Songo                                       |
| 03.02.2018  | Clube de Desportos da Costa do Sol             | 2-0             | UD Songo                                       |
| 17.02.2019  | Clube de Desportos da Costa do Sol             | 2-0             | UD Songo                                       |
| 03.02.2020  | Clube de Desportos da Costa do Sol             | 1-1 (6-5 n. E.) | UD Songo                                       |
| 30.03.2022  | Associação Black Bulls                         | 1-0             | Ferroviário Beira                              |
| 11.03.2023  | UD Songo                                       | 2-1             | Ferroviário Beira                              |

### Rekordsieger des Super Cup
| Team                                           | Anzahl der Titel | Jahre der Titel                                            |
| ---------------------------------------------- | ---------------- | ---------------------------------------------------------- |
| Clube de Desportos da Costa do Sol             | 10               | 1994, 2000, 2001, 2002, 2003, 2008, 2010, 2018, 2019, 2020 |
| Ferroviário Maputo                             | 7                | 1997, 2004, 2006, 2009, 2012, 2014, 2016                   |
| Liga Desportiva de Maputo                      | 4                | 2013, 2014, 2015, 2016                                     |
| CD Maxaquene                                   | 3                | 1985, 2002, 2011                                           |
| Desportivo Maputo                              | 2                | 2007, 2007                                                 |
| Ferroviário Beira                              | 2                | 2005, 2005                                                 |
| Associação Black Bulls                         | 2                | 2022, 2024                                                 |
| Clube de Gaza                                  | 1                | 1992                                                       |
| Grupo Desportivo da Companhia Têxtil do Punguè | 1                | 1982                                                       |
| UD Songo                                       | 1                | 2023                                                       |